# 克洛波季夫齊
49°11′58″N 27°50′12″E / 49.19944°N 27.83667°E
克洛波季夫齊（烏克蘭語：Клопотівці）是位於烏克蘭西部的村莊，由赫梅利尼茨基州裡赫梅利尼茨基區的沃夫科溫齊市鎮負責管轄。該村始建於1616年，面積1.26平方公里，海拔高度328米，2001年人口225，人口密度每平方公里178.2人。